# Commandant en second de l'United States Coast Guard
Le commandant en second de l'United States Coast Guard, en anglais : Vice Commandant of the United States Coast Guard, est le second officier général le plus haut gradé de la composante garde côtière des forces armes des États-Unis.
Le poste a été créé en 1929 sous le nom d'Assistant Commandant avant de changer en 1972 pour devenir Vice Commandant, en conformité avec la Public Law 92-451.
En comptant le titulaire actuel, l'amiral Steven D. Poulin, 33 officiers se sont succédé à ce poste.
Depuis 1986, le poste est généralement attribué à un amiral pour une période de deux ans.

## Liste des titulaires

### Tableau
| Numéro | Photo | Grade        | Nom                   | Période        |
| ------ | ----- | ------------ | --------------------- | -------------- |
| 1      |       | Captain      | Benjamin M. Chiswell  | 1929 - 1931    |
| 2      |       | Rear admiral | Leon C. Covell        | 1931 - 1941    |
| 3      |       | Rear admiral | Lloyd T. Chalker      | 1941 - 1946    |
| 4      |       | Vice Amiral  | Merlin O'Neill        | 1946 - 1949    |
| 5      |       | Rear admiral | Alfred C. Richmond    | 1949 - 1954    |
| 6      |       | Vice Amiral  | James A. Hirshfield   | 1954 - 1962    |
| 7      |       | Vice Amiral  | Edwin J. Roland       | 1962 - 1962    |
| 8      |       | Vice Amiral  | Donald M. Morrison    | 1962 - 1964    |
| 9      |       | Vice Amiral  | William D. Shields    | 1964 - 1966    |
| 10     |       | Vice Amiral  | Paul E. Trimble       | 1966 - 1970    |
| 11     |       | Vice Amiral  | Thomas R. Sargent III | 1970 - 1974    |
| 12     |       | Vice Amiral  | Ellis L. Perry        | 1974 - 1978    |
| 13     |       | Vice Amiral  | Robert H. Scarborough | 1978 - 1982    |
| 14     |       | Vice Amiral  | Benedict L. Stabile   | 1982 - 1986    |
| 15     |       | Vice Amiral  | James C. Irwin        | 1986 - 1988    |
| 16     |       | Vice Amiral  | Clyde T. Lusk         | 1988 - 1990    |
| 17     |       | Vice Amiral  | Martin H. Daniell     | 1990 - 1992    |
| 18     |       | Vice Amiral  | Robert T. Nelson      | 1992 - 1994    |
| 19     |       | Vice Amiral  | Arthur E. Henn        | 1994 - 1996    |
| 20     |       | Vice Amiral  | Richard D. Herr       | 1996 - 1998    |
| 21     |       | Vice Amiral  | James C. Card         | 1998 - 2000    |
| 22     |       | Vice Amiral  | Thomas H. Collins     | 2000 - 2002    |
| 23     |       | Vice Amiral  | Thomas J. Barrett     | 2002 - 2004    |
| 24     |       | Vice Amiral  | Terry M. Cross        | 2004 - 2006    |
| 25     |       | Vice Amiral  | Vivien Crea           | 2006 - 2009    |
| 26     |       | Vice Amiral  | David Pekoske         | 2009 - 2010    |
| 27     |       | Vice Amiral  | Sally Brice-O'Hara    | 2010 - 2012    |
| 28     |       | Vice Amiral  | John Currier          | 2012 - 2014    |
| 29     |       | Vice Amiral  | Peter Neffenger       | 2014 - 2015    |
| 30     |       | Amiral       | Charles D. Michel     | 2015 - 2018    |
| 31     |       | Amiral       | Charles W. Ray        | 2018 - 2021    |
| 32     |       | Amiral       | Linda L. Fagan        | 2021 - 2022    |
| 33     |       | Amiral       | Steven D. Poulin      | 2022 - présent |